# Amtsgericht Freising

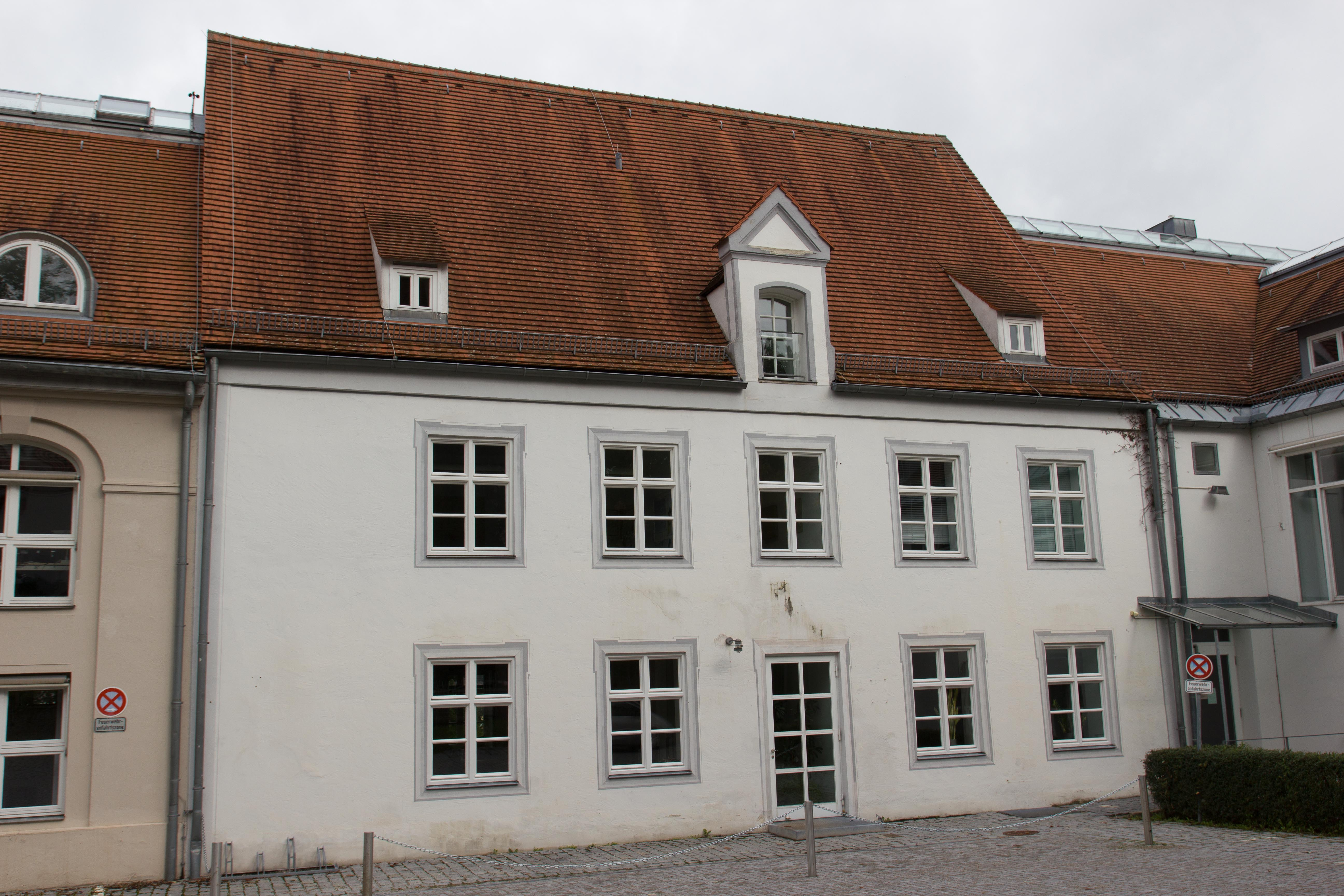
Ehemaliges domkapitelisches Syndikatshaus am Domberg 20

Das Amtsgericht Freising ist ein Gericht der ordentlichen Gerichtsbarkeit. Es ist eines von 73 Amtsgerichten in Bayern und eines von fünf Amtsgerichten im Landgerichtsbezirk Landshut. Der Sitz des Gerichts befindet sich am Domberg 20 in Freising.

## Geschichte
Freising mit dem Gebiet des Hochstifts Freising wurde erst 1802 nach Bayern eingegliedert. 1804 wurde im Verlauf der Verwaltungsneugliederung Bayerns das Landgericht Freising errichtet, das sich aus dem Herrschaftsbereich des Hochstifts um Freising und dem Gebiet des vormaligen Landgerichtsbezirks Kranzberg zusammensetzte. Dieses Landgericht älterer Ordnung in Freising gehörte ab 1808 wie auch das Landgericht Moosburg zum Isarkreis und ab 1838 zum Kreis Oberbayern. 1862 wurden beide Landgerichtsbezirke in administrativer Hinsicht zum Bezirksamt Freising vereinigt. Die Landgerichte blieben als Gerichtsbehörde bis 1879 bestehen. Als Eingangsinstanz der niederen Gerichtsbarkeit wurden sie 1879 durch das Gerichtsverfassungsgesetz reichseinheitlich in Amtsgericht umbenannt. Das benachbarte Amtsgericht Moosburg bestand bis 1973, wurde dann in eine Außenstelle des Amtsgerichts Freising umgewandelt und im Jahr 2007 aufgelöst.
Nachdem es mehr als 112 Jahre dem Landgerichtsbezirk München II angehört hatte, wechselte das Amtsgericht Freising zum 1. Mai 1992 in den Landgerichtsbezirk Landshut. Gleichzeitig erhielt das Amtsgericht Erding die Zuständigkeit für den gesamten Flughafen München, dessen Gebiet sowohl im Landkreis Erding als auch im Landkreis Freising liegt.

## Zuständigkeitsbereich
Das Amtsgericht Freising ist als Eingangsinstanz der niederen Gerichtsbarkeit für den gesamten Bereich des Landkreises Freising mit Ausnahme des Flughafens München zuständig. 
Für den Bereich des Flughafens München ist das Amtsgericht Erding zuständig. Zuständiges Insolvenz- und Zwangsversteigerungsgericht ist das Amtsgericht Landshut, Registergericht (Handelsregister, Vereinsregister) ist das Amtsgericht München.

## Gebäude

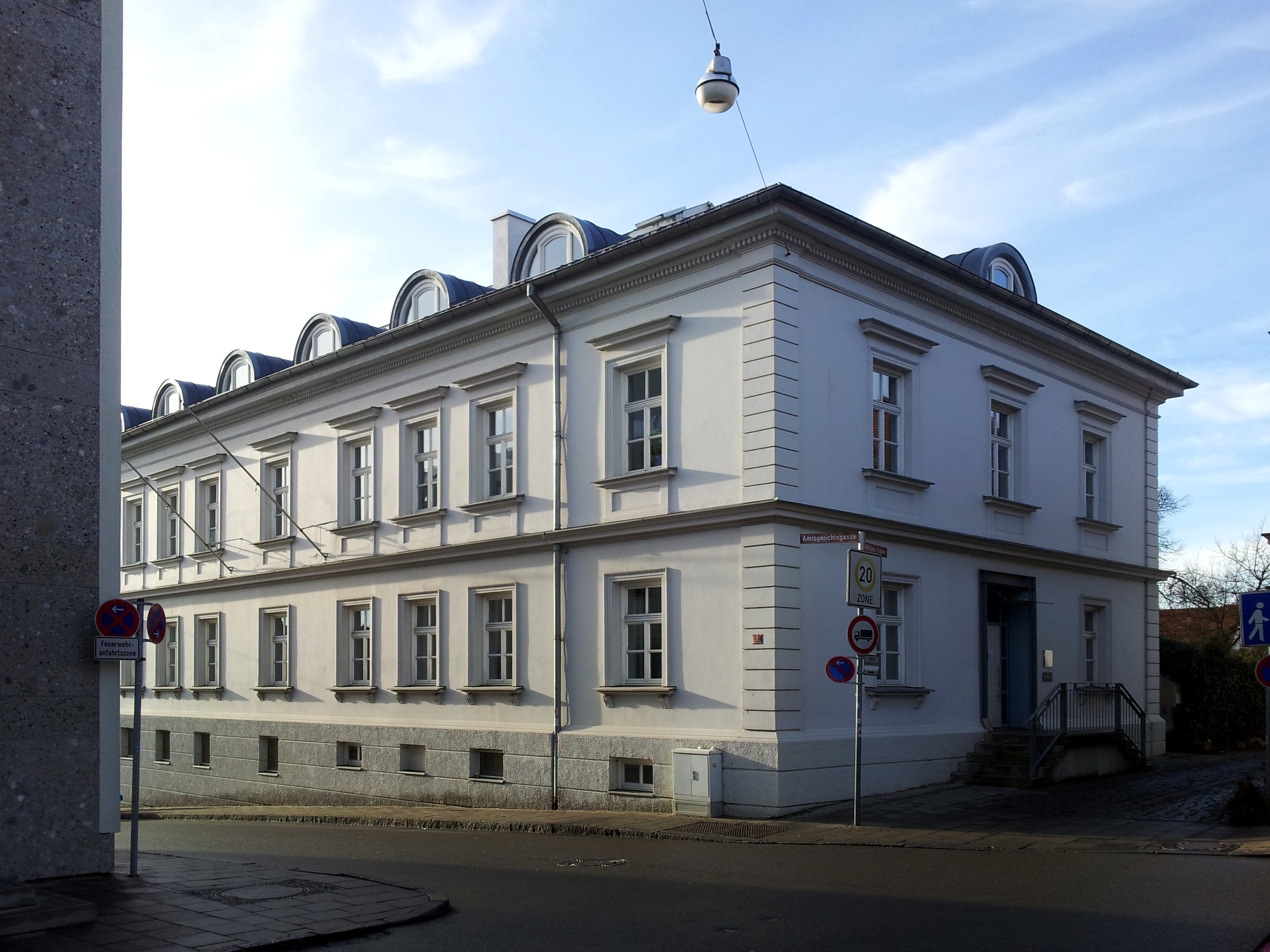
Ehemaliger Sitz des Amtsgerichts in der Amtsgerichtsgasse

Bis 1989 hatte das Amtsgericht seinen Sitz in einem Gebäude in der Amtsgerichtsgasse in Freising⊙. Dieses Gebäude ist ein zweigeschossiger Walmdachbau mit reicher spätklassizistischer Gliederung. Direkt neben dem um 1880/90 erbauten Gebäude befindet sich der Amtsgerichtsgarten, ein kleiner Park. Heute befinden sich dort Teile der Stadtverwaltung. 
Zusammen mit dem Vermessungsamt bezog das Amtsgericht 1989 mehrere für diesen Zweck sanierte Gebäude auf dem Freisinger Domberg (Domberg 20, Ehem. domkapitelisches Syndikatshaus; Domberg 22/24, ehem. Domdechantei).